# Vierde klasse 2012-13 (voetbal België)
Het seizoen 2012/13 van de Belgische Vierde Klasse ging van start in de zomer van 2012 en eindigde in de lente van 2013. Daarna werden nog eindrondes voor promotie en degradatie afgewerkt. Vierde Klasse of Bevordering telt vier afzonderlijke reeksen, met in normale omstandigheden 16 clubs per reeks. Door een aantal klachten van club speelden er dit seizoen in de A-reeks 16 ploegen, in de B-reeks 15 ploegen, in de C-reeks 18 ploegen en in de D-reeks 16 ploegen.

## Naamswijzigingen
- K. Merksem SC wijzigde zijn naam in Merksem-Antwerpen Noord SC.
- KSK Hasselt wijzigde zijn naam in K. Sporting Hasselt.
- Verbroedering Meldert wijzigde zijn naam in TK Meldert.

## Gedegradeerde teams
Deze teams waren gedegradeerd uit de Derde Klasse voor de start van het seizoen:
- R. Olympic Club de Charleroi-Marchienne (rechtstreeks 3A)
- KSK Hasselt (rechtstreeks 3B)
- K. Olympia SC Wijgmaal (rechtstreeks 3B)

Noot: Aanvankelijk was ook RFC Tournai gedegradeerd uit Derde Klasse A. De Belgische voetbalbond werd echter na enkele competitiedagen na een uitspraak door de rechtbank van eerste aanleg in Doornik verplicht de club weer op te nemen in Derde Klasse.

## Gepromoveerde teams
Deze teams waren gepromoveerd uit de provinciale reeksen voor de start van het seizoen. Uit elke provincie promoveert de kampioen. In de drie provincies met de meeste clubs, namelijk Antwerpen, Brabant en Oost-Vlaanderen, promoveerde de provinciale eindrondewinnaar rechtstreeks naar Vierde Klasse. De eindrondewinnaars uit de andere provincies moesten nog naar een interprovinciale eindronde om kans te maken op promotie.

### Antwerpen
- K. Ternesse VV Wommelgem (kampioen)
- K. Merksem SC (winnaar provinciale eindronde)

### Brabant
- KOVC Sterrebeek (kampioen)
- KSK Halle (winnaar provinciale eindronde)

### Limburg
- K. Lutlommel VV (kampioen)

### Oost-Vlaanderen
- KFC Eendracht Zele (kampioen)
- KE Appelterre-Eichem (winnaar provinciale eindronde)

### West-Vlaanderen
- OMS Ingelmunster (kampioen)
- KSC Menen (interprovinciale eindronde)

### Henegouwen
- RSC Templeuvois (kampioen)
- RUS Genly-Quévy 89 (interprovinciale eindronde)

### Luik
- R. Cité Sport Grâce-Hollogne (kampioen)

### Luxemburg
- FC Jeunesse Lorraine Arlonaise (kampioen)

### Namen
- RJS Taminoise (kampioen)

## Promoverende teams
Deze teams promoveerden naar Derde Klasse op het eind van het seizoen.
- KRC Gent-Zeehaven (kampioen 4A)
- K. Londerzeel SK (kampioen 4B)
- KFC Oosterzonen Oosterwijk (kampioen 4C)
- R. Sprimont Comblain Sport (kampioen 4D)
- K. Sporting Hasselt (winst eindronde)

## Degraderende teams
Deze teams degradeerden naar de provinciale reeksen op het eind van het seizoen:
- KE Appelterre-Eichem (rechtstreeks 4A)
- KSK Maldegem (rechtstreeks 4A)
- KVC Jong Lede (rechtstreeks 4A)
- KFC Sparta Petegem (verlies in eindronde 4A)
- Union Saint-Ghislain Tertre-Hautrage (rechtstreeks 4B)
- K. Kampenhout SK (rechtstreeks 4B)
- Dilbeek Sport (rechtstreeks 4B)
- KSK Lombeek-Ternat (verlies in eindronde 4B)
- K. Everbeur Sport Averbode (rechtstreeks 4C)
- K. Ternesse VV Wommelgem (rechtstreeks 4C)
- Excelsior Veldwezelt (rechtstreeks 4C)
- KFC Katelijne-Waver (verlies in eindronde 4C)
- R. Entente Blegnytoise (rechtstreeks 4D)
- R. Standard FC Bièvre (rechtstreeks 4D)
- RRC Mormont (rechtstreeks 4D)
- RJS Taminoise (verlies in eindronde 4D)

Noot: Excelsior Veldwezelt gaf in de loop van het seizoen algemeen forfait. Alle uitslagen van Veldwezelt werden geschrapt en de ploeg kreeg een degradatieplaats toegekend.

## Eindstand
| Legende                               |
| ------------------------------------- |
| Kampioen + promotie naar Derde Klasse |
| Eindronde voor promotie               |
| Interprovinciale eindronde            |
| Degradatie naar Eerste Provinciale    |

### Vierde Klasse A
|   |    |                              | P  | W  | G  | V  | +  | -  | DS  | Ptn |
| - | -- | ---------------------------- | -- | -- | -- | -- | -- | -- | --- | --- |
| K | 1  | KRC Gent-Zeehaven            | 30 | 16 | 7  | 7  | 48 | 30 | 18  | 55  |
| E | 2  | KVK Ieper                    | 30 | 15 | 8  | 7  | 66 | 41 | 25  | 53  |
|   | 3  | KVC Sint-Eloois-Winkel Sport | 30 | 15 | 6  | 9  | 49 | 36 | 13  | 51  |
|   | 4  | TK Meldert                   | 30 | 12 | 11 | 7  | 45 | 37 | 8   | 47  |
|   | 5  | KSC Menen                    | 30 | 12 | 10 | 8  | 56 | 42 | 14  | 46  |
|   | 5  | OMS Ingelmunster             | 30 | 12 | 10 | 8  | 46 | 34 | 12  | 46  |
| E | 7  | SK Terjoden-Welle            | 30 | 13 | 6  | 11 | 54 | 45 | 9   | 45  |
| E | 8  | KBS Poperinge                | 30 | 12 | 7  | 11 | 51 | 52 | -1  | 43  |
|   | 9  | SK Eernegem                  | 30 | 12 | 6  | 12 | 31 | 39 | -8  | 42  |
|   | 10 | SK Berlare                   | 30 | 12 | 5  | 13 | 44 | 51 | -7  | 41  |
|   | 11 | KFC Eendracht Zele           | 30 | 11 | 8  | 11 | 47 | 36 | 11  | 41  |
|   | 12 | Sporting West Harelbeke      | 30 | 13 | 1  | 16 | 49 | 61 | -12 | 40  |
| E | 13 | KFC Sparta Petegem           | 30 | 10 | 10 | 10 | 45 | 48 | -3  | 40  |
| D | 14 | KVC Jong Lede                | 30 | 7  | 8  | 15 | 35 | 47 | -12 | 29  |
| D | 15 | KSK Maldegem                 | 30 | 7  | 6  | 17 | 47 | 62 | -15 | 27  |
| D | 16 | KE Appelterre-Eichem         | 30 | 5  | 3  | 22 | 26 | 78 | -52 | 18  |

### Vierde Klasse B
|   |    |                                      | P  | W  | G | V  | +  | -  | DS  | Ptn |
| - | -- | ------------------------------------ | -- | -- | - | -- | -- | -- | --- | --- |
| K | 1  | K. Londerzeel SK                     | 28 | 21 | 3 | 4  | 66 | 21 | 45  | 67  |
| E | 2  | K. Olympia SC Wijgmaal               | 28 | 18 | 3 | 7  | 49 | 29 | 20  | 57  |
| E | 3  | Tempo Overijse                       | 28 | 17 | 6 | 5  | 61 | 31 | 30  | 57  |
| E | 4  | R. Wallonia Walhain Chaumont-Gistoux | 28 | 16 | 5 | 7  | 51 | 25 | 26  | 53  |
|   | 5  | KOVC Sterrebeek                      | 28 | 14 | 6 | 8  | 45 | 42 | 3   | 48  |
|   | 6  | R. Léopold Uccle FC                  | 28 | 13 | 6 | 9  | 43 | 29 | 14  | 45  |
|   | 7  | RUS Genly-Quévy 89                   | 28 | 12 | 5 | 11 | 45 | 48 | -3  | 41  |
|   | 8  | RES Acrenoise                        | 28 | 10 | 5 | 13 | 62 | 53 | 9   | 35  |
|   | 9  | FC Ganshoren                         | 28 | 9  | 8 | 11 | 39 | 42 | -3  | 35  |
|   | 10 | KSK Halle                            | 28 | 9  | 7 | 12 | 33 | 39 | -6  | 34  |
|   | 11 | RSC Templeuvois                      | 28 | 8  | 5 | 15 | 39 | 49 | -10 | 29  |
| E | 11 | KSK Lombeek-Ternat                   | 28 | 8  | 5 | 15 | 35 | 53 | -18 | 29  |
| D | 11 | Union Saint-Ghislain Tertre-Hautrage | 28 | 8  | 5 | 15 | 31 | 50 | -19 | 29  |
| D | 14 | K. Kampenhout SK                     | 28 | 7  | 5 | 16 | 33 | 56 | -23 | 26  |
| D | 15 | Dilbeek Sport                        | 28 | 2  | 2 | 24 | 31 | 96 | -65 | 8   |

### Vierde Klasse C
|   |    |                            | P  | W  | G  | V  | +  | -  | DS  | Ptn |
| - | -- | -------------------------- | -- | -- | -- | -- | -- | -- | --- | --- |
| K | 1  | KFC Oosterzonen Oosterwijk | 32 | 21 | 6  | 5  | 74 | 35 | 39  | 69  |
| E | 1  | KESK Leopoldsburg          | 32 | 21 | 6  | 5  | 61 | 26 | 35  | 69  |
| E | 3  | KSK Bree                   | 32 | 19 | 4  | 9  | 58 | 36 | 22  | 61  |
| E | 4  | K. Sporting Hasselt        | 32 | 16 | 8  | 8  | 60 | 31 | 29  | 56  |
|   | 5  | Spouwen-Mopertingen        | 32 | 14 | 10 | 8  | 54 | 42 | 12  | 52  |
|   | 6  | K. Esperanza Neerpelt      | 32 | 14 | 8  | 10 | 56 | 38 | 18  | 50  |
|   | 7  | KFC Sint-Lenaarts          | 32 | 13 | 11 | 8  | 58 | 43 | 15  | 50  |
|   | 8  | KFC Duffel                 | 32 | 14 | 7  | 11 | 47 | 46 | 1   | 49  |
|   | 9  | K. Witgoor Sport Dessel    | 32 | 11 | 13 | 8  | 39 | 34 | 5   | 46  |
|   | 10 | K. Lyra TSV                | 32 | 12 | 6  | 14 | 52 | 44 | 8   | 42  |
|   | 11 | K. Overpeltse VV           | 32 | 10 | 8  | 14 | 50 | 51 | -1  | 38  |
|   | 12 | KVV Vosselaar              | 32 | 10 | 7  | 15 | 48 | 60 | -12 | 37  |
|   | 13 | Merksem-Antwerpen Noord SC | 32 | 9  | 7  | 16 | 40 | 60 | -20 | 34  |
|   | 14 | K. Lutlommel VV            | 32 | 9  | 6  | 17 | 49 | 74 | -25 | 33  |
| E | 15 | KFC Katelijne-Waver        | 32 | 6  | 7  | 19 | 26 | 61 | -35 | 25  |
| D | 16 | K. Everbeur Sport Averbode | 32 | 6  | 5  | 21 | 41 | 87 | -46 | 23  |
| D | 17 | K. Ternesse VV Wommelgem   | 32 | 4  | 7  | 21 | 41 | 86 | -45 | 19  |
| D | 18 | Excelsior Veldwezelt       | 0  | 0  | 0  | 0  | 0  | 0  | 0   | 0   |

Noot: Eind 2012, in de loop van de competitie, kwam Excelsior Veldwezelt financieel in de problemen en in december gaf de club uiteindelijk algemeen forfait voor de rest van het seizoen. Alle behaalde wedstrijden en resultaten van Veldwezelt werden geschrapt en de ploeg werd op een degradatieplaats gezet.

### Vierde Klasse D
|   |    |                                         | P  | W  | G | V  | +  | -  | DS  | Ptn |
| - | -- | --------------------------------------- | -- | -- | - | -- | -- | -- | --- | --- |
| K | 1  | R. Sprimont Comblain Sport              | 30 | 21 | 6 | 3  | 77 | 38 | 39  | 69  |
| E | 2  | UR Namur                                | 30 | 18 | 3 | 9  | 59 | 32 | 27  | 57  |
| E | 3  | R. Aywaille FC                          | 30 | 16 | 7 | 7  | 59 | 37 | 22  | 55  |
| E | 4  | RFC Liège                               | 30 | 15 | 9 | 6  | 54 | 22 | 32  | 54  |
|   | 5  | R. Cité Sport Grâce-Hollogne            | 30 | 13 | 9 | 8  | 58 | 55 | 3   | 48  |
|   | 6  | RUS Givry                               | 30 | 12 | 9 | 9  | 42 | 35 | 7   | 45  |
|   | 7  | RRC Hamoir                              | 30 | 12 | 6 | 12 | 46 | 48 | -2  | 42  |
|   | 8  | RFC Turkania Faymonville                | 30 | 11 | 9 | 10 | 61 | 54 | 7   | 42  |
|   | 9  | R. Olympic Club de Charleroi-Marchienne | 30 | 11 | 6 | 13 | 44 | 45 | -1  | 39  |
|   | 10 | RFC Meux                                | 30 | 10 | 7 | 13 | 46 | 51 | -5  | 37  |
|   | 11 | FC Jeunesse Lorraine Arlonaise          | 30 | 10 | 6 | 14 | 42 | 46 | -4  | 36  |
|   | 12 | FC Charleroi                            | 30 | 9  | 6 | 15 | 53 | 63 | -10 | 33  |
| E | 12 | RJS Taminoise                           | 30 | 9  | 6 | 15 | 36 | 59 | -23 | 33  |
| D | 14 | R. Entente Blegnytoise                  | 30 | 7  | 6 | 17 | 28 | 55 | -27 | 27  |
| D | 15 | R. Standard FC Bièvre                   | 30 | 7  | 5 | 18 | 42 | 68 | -26 | 26  |
| D | 16 | RRC Mormont                             | 30 | 5  | 8 | 17 | 32 | 71 | -39 | 23  |

## Periodekampioenen

### Vierde Klasse A
- Eerste periode: KBS Poperinge, 21 punten
- Tweede periode: SK Terjoden-Welle, 19 punten. SK Berlare had evenveel punten, maar een kleiner doelsaldo (+8 tegenover +6)
- Derde periode: KRC Gent-Zeehaven, 22 punten

### Vierde Klasse B
Dit seizoen, met oneven aantal clubs, werd het kampioenschap in de B-reeks niet ingedeeld in periodes.

### Vierde Klasse C
- Eerste periode: KFC Oosterzonen Oosterwijk, 20 punten. KFC Sint-Lenaarts had evenveel punten, maar een kleiner doelsaldo (+13 tegenover +8)
- Tweede periode: KFC Oosterzonen Oosterwijk, 26 punten. KESK Leopoldsburg had evenveel punten, maar een kleiner doelsaldo (+13 tegenover +10)
- Derde periode: KESK Leopoldsburg, 26 punten

### Vierde Klasse D
- Eerste periode: R. Sprimont Comblain Sport, 23 punten
- Tweede periode: UR Namur, 25 punten
- Derde periode: R. Sprimont Comblain Sport, 27 punten

## Kampioen

### Vierde Klasse A
Op de voorlaatste zege kon leider KRC Gent-Zeehaven zich dankzij een 3-0-overwinning tegen TK Meldert verzekeren van de titel.

### Vierde Klasse B
Met nog vier wedstrijden te gaan had leider K. Londerzeel SK op 14 april 12 voorsprong op Tempo Overijse en K. Olympia SC Wijgmaal. Londerzeel verloor toen weliswaar zijn wedstrijd tegen Overijse, maar omdat achtervolger Wijgmaal diezelfde speeldag gelijk speelde, verzekerde Londerzeel zich van de titel.

### Vierde Klasse C
De eerste twee periodes stond KFC Oosterzonen Oosterwijk aan de leiding. In de derde periode werd de ploeg echter voorbijgegaan door KESK Leopoldsburg, dat voor de laatste speeldag aan de leiding stond met 3 punten voorsprong op Oosterwijk. Door het algemeen forfait van Excelsior Veldwezelt moest Leopoldsburg geen wedstrijd meer spelen, terwijl Oosterwijk nog een wedstrijd tegen KFC Duffel moest afwerken. Oosterwijk won met 0-3 en haalde zo in extremis Leopoldsburg bij. Dankzij een beter doelsaldo behaalde Oostwerijk op de slotdag de titel.

### Vierde Klasse D
Op 20 april 2013 won leider R. Sprimont Comblain Sport met 2-1 van achtervolger UR Namur. Met nog twee speeldagen te gaan had Sprimont zo 12 punten voorsprong en verzekerde zich daarmee van de titel.

## Eindronde

### Promotie-eindronde
De eindronde wordt gespeeld tussen de twaalf periodewinnaars uit Vierde Klasse, of de hoogste clubs uit de eindstand indien een club meerdere periodes won of kampioen werd, en de derde laatste gerangschikte clubs uit de reeksen in Derde Klasse.

#### Kwalificatieronde
Op de eerste speeldag treden twaalf vierdeklassers aan, die aan elkaar gepaard worden. De zes winnaars van elk duel gaan door.
| # | Datum      | Uur   | Wedstrijd                                       | Uitslag        |
| - | ---------- | ----- | ----------------------------------------------- | -------------- |
| 1 | 11/05/2013 | 20:00 | RFC Liège - SK Terjoden-Welle                   | 2-0            |
| 2 | 11/05/2013 | 20:30 | Tempo Overijse - R. Aywaille FC                 | 1-2 (n.v.)     |
| 3 | 12/05/2013 | 16:00 | KVK Ieper - KESK Leopoldsburg                   | 1-1 (pen. 2-4) |
| 4 | 12/05/2013 | 16:00 | KSK Bree - R. Wallonia Walhain Chaumont-Gistoux | 1-2 (n.v.)     |
| 5 | 12/05/2013 | 16:00 | KSK Hasselt - K. Olympia SC Wijgmaal            | 3-0            |
| 6 | 12/05/2013 | 16:00 | UR Namur - KBS Poperinge                        | 5-0 (ff.)      |

Doordat KBS Poperinge volgende seizoen zou nauw samenwerken met streek- en reeksgenoot KVK Ieper, en daarom niet meer met een eerste elftal in competitie zou treden, gaf de club verstek voor de eindronde.

#### Tweede speeldag
In de tweede speeldag worden bij de zes winnaars van de kwalificatieronde R. Union Saint-Gilloise en KFC Izegem gevoegd, de ploegen die in Derde Klasse op een barrageplaats eindigden. Er worden vier wedstrijden gespeeld tussen deze acht ploegen, verdeeld in twee poules, met in elke poule een derdeklasser. De winnaars gaan verder.
| #       | Datum      | Uur     | Wedstrijd                                        | Uitslag        |
| Poule 1 | Poule 1    | Poule 1 | Poule 1                                          |                |
| ------- | ---------- | ------- | ------------------------------------------------ | -------------- |
| 7       | 19/05/2013 | 16:00   | R. Union Saint-Gilloise - KESK Leopoldsburg      | 4-4 (pen. 4-3) |
| 8       | 19/05/2013 | 16:00   | KSK Hasselt - UR Namur                           | 3-1            |
| Poule 2 |            |         |                                                  |                |
| 9       | 19/05/2013 | 16:00   | R. Aywaille FC - KFC Izegem                      | 0-1            |
| 10      | 19/05/2013 | 18:30   | R. Wallonia Walhain Chaumont-Gistoux - RFC Liège | 1-2            |

#### Derde speeldag
De winnaars van de derde speeldag spelen in het seizoen 2013-2014 in Derde Klasse
| #  | Datum      | Uur   | Wedstrijd                             | Uitslag |
| -- | ---------- | ----- | ------------------------------------- | ------- |
| 11 | 26/05/2013 | 15:00 | KFC Izegem - RFC Liège                | 3-2     |
| 12 | 26/05/2013 | 16:00 | R. Union Saint-Gilloise - KSK Hasselt | 0-5     |

#### Verliezers
De verliezers speelden verder om een extra vrijgekomen plaats. R. Union Saint-Gilloise won deze match en blijft zo in derde klasse. Doordat het stamnummer van K. Beerschot AC verdween kwam er een plaats vrij in Derde Klasse die nu ingenomen werd door Union.
| Datum         | Uur   | Wedstrijd                           | Uitslag |
| ------------- | ----- | ----------------------------------- | ------- |
| 13 02/06/2013 | 16:00 | R. Union Saint-Gilloise - RFC Liège | 1-0     |

### Degradatie-eindronde

#### Voorronde
De vier teams die op een barrageplaats eindigden, namelijk KFC Sparta Petegem, KS Lombeek-Ternat, KFC Katelijne-Waver en RJS Taminoise, werden aan elkaar gepaard en speelden een voorronde. De twee winnaars spelen voor het behoud in de Interprovinciale Eindronde, een verandering tegenover vorig seizoen, toen winst behoud in Vierde Klasse betekende. Daar worden de twee ploegen samengevoegd met zes ploegen uit de provinciale reeksen. De verliezers degraderen naar de provinciale reeksen, in tegenstelling tot vorig seizoen, toen de verliezers naar de Interprovinciale Eindronde mochten.
| Datum      | Uur   | Wedstrijd                               | Uitslag |
| ---------- | ----- | --------------------------------------- | ------- |
| 10/05/2013 | 20:30 | RJS Taminoise - KFC Sparta Petegem      | 1-0     |
| 12/05/2013 | 16:00 | KFC Katelijne-Waver - KS Lombeek-Ternat | 3-0     |

Sparta Petegem en SK Ternat zakken naar Eerste Provinciale; de winnaars moeten verder spelen in de eindronde.

#### Ronde 1
De twee winnende vierdeklassers, RJS Taminoise en KFC Katelijne-Waver, spelen verder in een competitie met rechtstreekse uitschakeling in de Interprovinciale Eindronde. Hier worden die twee ploegen samengevoegd met ploegen uit de provinciale reeksen, namelijk VG Oostende uit West-Vlaanderen, R. Gosselies Sports uit Henegouwen, K. Vlijtingen VV uit Limburg, RES Champlonaise uit Luxemburg, RES Couvin-Mariembourg uit Namen en Solières Sport uit Luik.
VG Oostende had af te rekenen met te veel geblesseerde en onbeschikbare spelers en gaaf daarom forfait.
| Datum      | Uur   | Wedstrijd                              | Uitslag    |
| ---------- | ----- | -------------------------------------- | ---------- |
| 18/05/2013 | 20:30 | K. Vlijtingen VV - KFC Katelijne-Waver | 1-0        |
| 19/05/2013 | 16:00 | RES Couvin-Mariembourg - VG Oostende   | 5-0 (ff)   |
| 19/05/2013 | 16:00 | RES Champlonaise - Solières Sport      | 2-4 (n.v.) |
| 19/05/2013 | 16:00 | R. Gosselies Sports - RJS Taminoise    | 2-1        |

RJS Taminoise en KFC Katelijne-Waver zakken naar eerste provinciale.

#### Ronde 2
| Datum      | Uur   | Wedstrijd                                    | Uitslag        |
| ---------- | ----- | -------------------------------------------- | -------------- |
| 26/05/2013 | 16:00 | R. Gosselies Sports - RES Couvin-Mariembourg | 1-2            |
| 26/05/2013 | 16:00 | Solières Sport - K. Vlijtingen VV            | 0-0 (pen. 6-7) |

K. Vlijtingen VV en RES Couvin-Mariembourg promoveren naar Vierde Klasse.

#### Verliezers
De verliezers speelden verder om een eventuele extra vrijgekomen plaats. Solières Sport won deze match en promoveert naar Vierde Klasse omdat het stamnummer van K. Beerschot AC geschrapt werd waardoor er een extra plaats vrijkwam.
| Datum      | Uur   | Wedstrijd                            | Uitslag |
| ---------- | ----- | ------------------------------------ | ------- |
| 02/06/2013 | 16:00 | R. Gosselies Sports - Solières Sport | 1-2     |